# Luis Vargas Peña
Luis Vargas Peña (1905 - 1994) fou un futbolista paraguaià.

## Selecció del Paraguai
Va formar part de l'equip paraguaià a la Copa del Món de 1930.

## Gols internacionals
| #  | Data            | Seu                                     | Rival   | Gol | Resultat | Competició        |
| -- | --------------- | --------------------------------------- | ------- | --- | -------- | ----------------- |
| 1. | 3 novembre 1926 | Estadio Sport de Ñuñoa, Santiago, Xile  | Xile    | 1–5 | 1–5      | Copa Amèrica 1926 |
| 2. | 20 juliol 1930  | Estadio Centenario, Montevideo, Uruguai | Bèlgica | 1–0 | 1–0      | Mundial 1930      |